# Aunac
Aunac korábbi község Franciaországban, Charente megyében. Lakosainak száma 339 fő (2017. január 1.). Aunac Bayers, Chenommet, Couture, Mouton, Moutonneau, Saint-Front és Lichères községekkel határos.
2017. január 1-jén Bayers és Chenommet korábbi községgel egyesült és az így létrejött Aunac-sur-Charente új község része lett.

## Népesség
A település népessége az elmúlt években az alábbi módon változott:
| Lakosok száma | 317  | 327  | 292  | 297  | 335  | 358  | 335  | 336  | 623  | 339  |
|               | 1975 | 1982 | 1990 | 1999 | 2006 | 2011 | 2013 | 2015 | 2016 | 2017 |